# DJ Forbes

a Compétitions nationales et continentales officielles uniquement.

b Matchs officiels uniquement.
Dernière mise à jour le 24 février 2016.
Derek Jamie Forbes dit DJ Forbes, né le 15 décembre 1982 à Auckland (Nouvelle-Zélande), est un joueur de rugby à sept et de rugby à XV néo-zélandais. Il évolue au poste de pilier à sept, et de troisième ligne aile à quinze. Il évolue entre 2006 et 2017 à plein temps avec l'équipe de Nouvelle-Zélande de rugby à sept qui dispute les World Rugby Sevens Series, la coupe du monde, les Jeux du Commonwealth et les Jeux olympiques.
De par sa longévité et ses nombreuses victoires, DJ Forbes est un joueur emblématique du rugby à sept néo-zélandais et mondial. En 2024, il est introduit au Temple de la renommée World Rugby.
Il est le neveu de l'ancien pilier international samoan Peter Fatialofa.

## Carrière

### En club
D'origine samoane, DJ Forbes a fait ses débuts professionnels en 2007 en NPC (championnat des provinces néo-zélandaises) avec la province d'Auckland.
Il quitte ensuite sa ville de naissance pour rejoindre les Counties Manukau à partir de la saison 2008. Il y évolue jusqu'en 2012, disputant trente-six matchs et inscrivant quatre essais, avant de se consacrer uniquement à l'équipe de Nouvelle-Zélande de rugby à sept.

### En équipe nationale
DJ Forbes a fait ses débuts avec l'équipe de Nouvelle-Zélande à sept en 2006, alors qu'il était âgé de 24 ans et ne jouait que pour son club local et l'équipe de développement d'Auckland. Il s'est rapidement imposé comme un cadre cette sélection et en devient rapidement le capitaine. 
Avec cette équipe des Blacks, il s'est taillé un palmarès impressionnant comprenant six World Rugby Sevens Series, deux médailles d'or aux Jeux du Commonwealth et un titre de champion du monde. À titre personnel, il a reçu le titre de meilleur joueur du monde IRB de rugby à sept en 2008. Il a également été élu joueur de rugby à sept néo-zélandais de l'année en 2007, 2008 et 2014.
Il est l'actuel recordman de matchs joués en World Rugby Sevens Series, avec 385 matchs.
En 2016, dans le cadre de la préparation aux jeux olympiques de Rio, il délaisse le capitanat au profit de Scott Curry, afin de se recentrer sur ses performances sur le terrain,. Il participe ainsi aux premiers jeux olympiques de l'histoire de la discipline, qui se termine par une contre-performance néo-zélandaise défaite dès les quarts de finale de la compétition par les Fidji (12-7),.
En septembre 2017, il annonce la fin de sa carrière et son souhait de devenir entraineur. Il aura disputé 89 tournois des World Series pour un total de 26 victoires.

## Palmarès

### En club et province
- 36 matchs d'ITM Cup avec les Counties Manukau.

### En équipe nationale
- Vainqueur des World Rugby Sevens Series en 2007, 2008, 2011, 2012, 2013 et 2014.
- Vainqueur de la Coupe du monde de rugby à sept en 2013.
- Médaille d'or à l'épreuve de rugby à sept des Jeux du Commonwealth en 2006 et 2010.

- Meilleur joueur du monde de rugby à sept en 2008.
- Joueur de rugby à sept néo-zélandais de l'année en 2007, 2008 et 2014.